# 上維加
上維加（西班牙語：Vega Alta）是波多黎各的城鎮，位於該島北部，始建於1775年，面積71平方公里，主要農產品有水果、穀物和甘蔗，2010年人口39,951，人口密度每平方公里560人。

Escudo de Vega Alta, Puerto Rico

## 外部連結
- https://web.archive.org/web/20061205024219/http://senadopr.us/